# Santiago del Campo
Santiago del Campo là một đô thị trong tỉnh Cáceres, Extremadura, Tây Ban Nha. Theo điều tra dân số 2006 (INE), đô thị này có dân số là 323 người.

## Biến động dân số
| 2001 | 2002 | 2003 | 2004 | 2005 | 2006 |
| ---- | ---- | ---- | ---- | ---- | ---- |
| 306  | 326  | 311  | 318  | 330  | 323  |

Bản mẫu:Municipalities năm Cáceres
39°37′B 6°21′T / 39,617°B 6,35°T